# Euphorbia fruticosa
Euphorbia fruticosa är en törelväxtart som beskrevs av Peter Forsskål. Euphorbia fruticosa ingår i släktet törlar, och familjen törelväxter. Inga underarter finns listade i Catalogue of Life.

## Bildgalleri

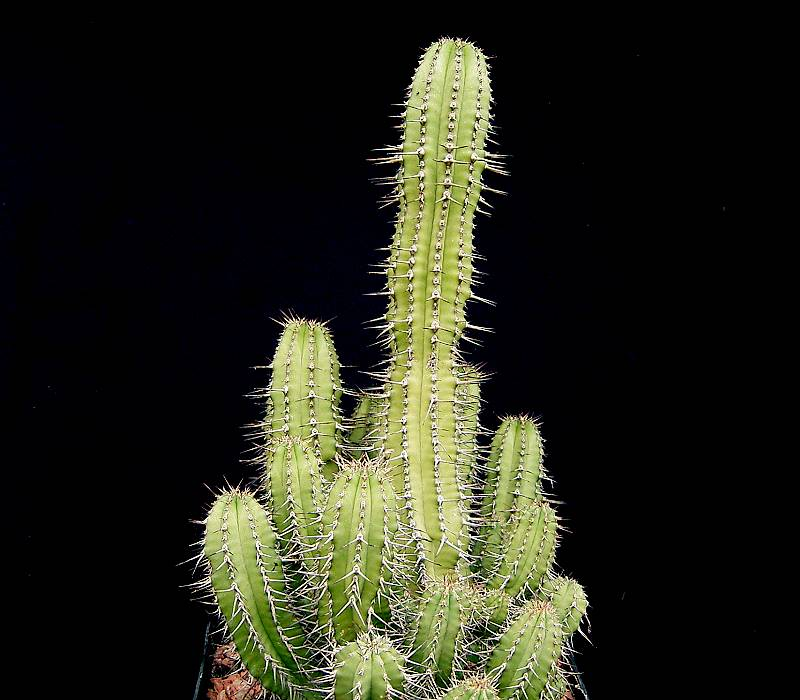